# Ръждива барбурисия
Ръждивите барбурисии (Barbourisia rufa) са вид актиноптери, единствен представител на семейство Barbourisiidae.
Те са незастрашен вид.
Таксонът е описан за пръв път от Алберт Ейде Пар през 1945 година.